# Communauté rurale de Balinghore
La communauté rurale de Balinghore est une communauté rurale du Sénégal, située en Casamance. Elle fait partie de l'arrondissement de Tendouck, dans le département de Bignona et la région de Ziguinchor.
Le chef-lieu est Balinghore.
Elle comprend les villages suivants :
- Bagaya
- Balinghore
- Mandégane

## Population
Lors du dernier recensement (2002), la CR comptait 6 164 personnes et 858 ménages.